# シンガポール軍
シンガポール軍（シンガポールぐん　Singapore Armed Forces,SAF）はシンガポールにおける国防組織。陸海空、デジタル・インテリジェンス・サービスの四軍からなり、シンガポール独立後の1965年に創設された。

## 概要
シンガポールは、小規模な島国でありながら、経済が強いこともあり、小規模ながら精強な軍を有している。シンガポール軍は、陸軍・海軍・空軍・デジタルインテリジェンスサービスの四軍からなり、国防省の管轄下にある。軍内の最高位は、中将の国防軍司令官(Chief of Defence Force)。徴兵制度があり、成人男性には2年間の兵役義務がある。
- シンガポール陸軍(Singapore Army)
- シンガポール海軍(Republic of Singapore Navy)
- シンガポール空軍(Republic of Singapore Air Force)
- シンガポールデジタル・インテリジェンス・サービス(Digital and Intelligence Service)

1965年の独立後もイギリス極東軍が駐留していたが、1968年にイギリスはスエズ以東より撤退を表明し、1971年からは5か国防衛取極によるANZUK軍が1980年代まで駐留していた。サイバー部隊の独立軍種化が計画されている。

## 陸軍
2023年時点の兵員数は40,000名（うち徴兵26,000名）。第3師団、第6師団、第9師団の3個師団を主力としており、他に予備役部隊を有する。戦車部隊や特殊部隊もあり、台湾での訓練も行っている。

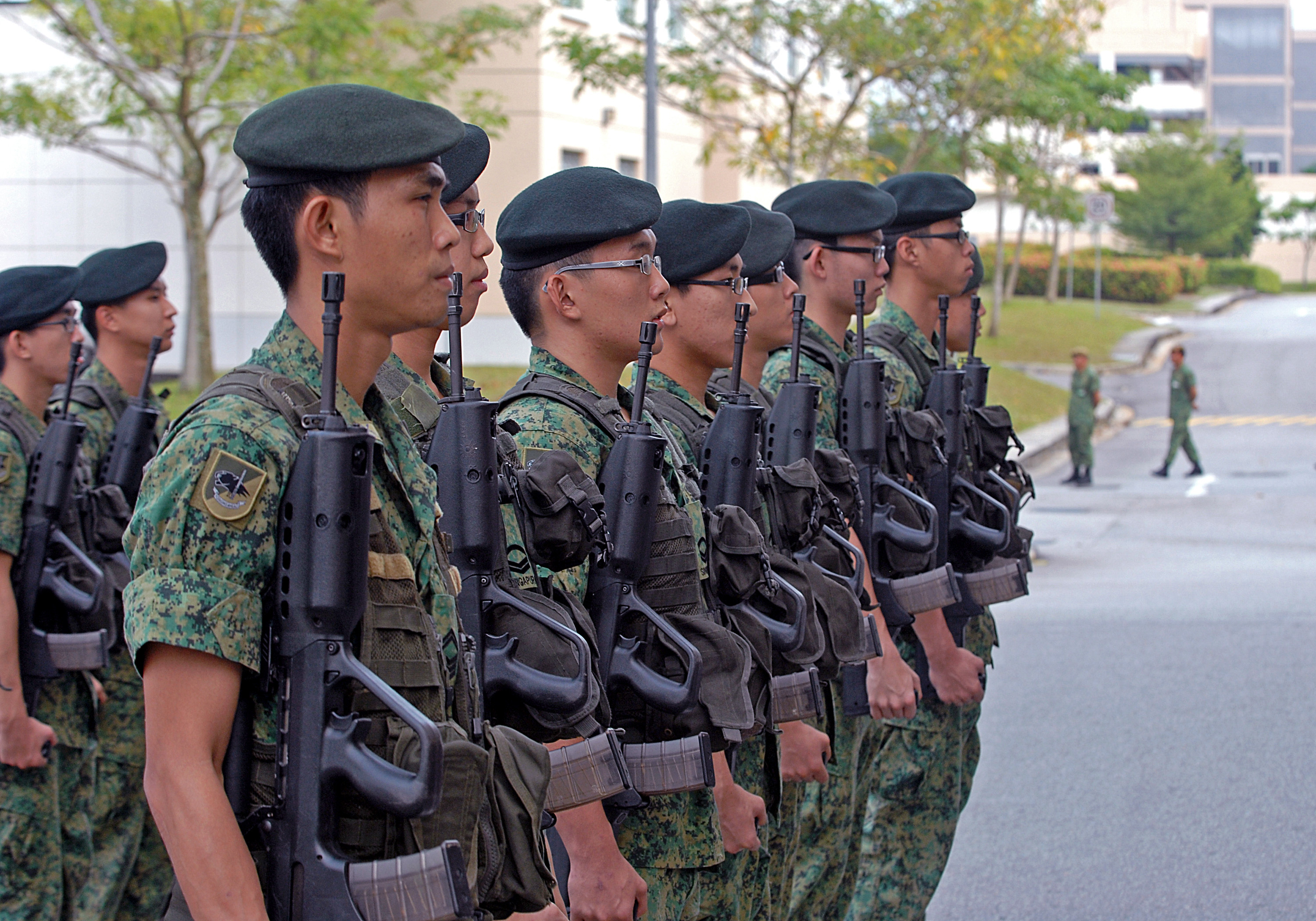
SAR21を携行する陸軍兵士

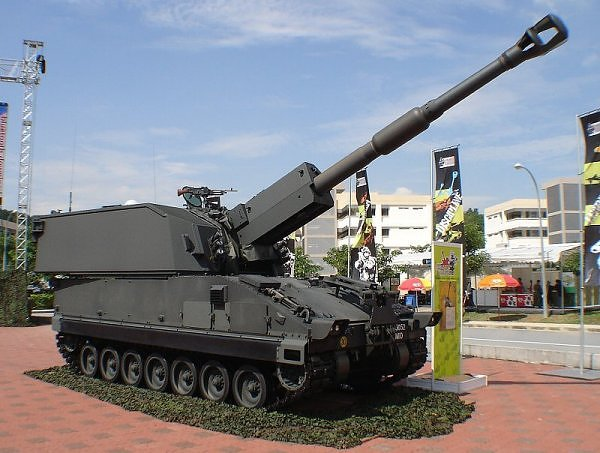
SSPH1自走砲

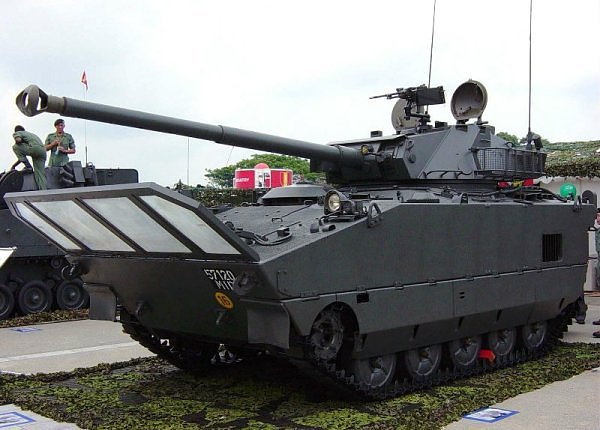
AMX-10P歩兵戦車

### 装備の一覧

#### 小銃
- SAR21[2]
- M16S1
- SAR88
- SR88

#### 機関銃
- CIS ウルティマックス100軽機関銃[2][3]
- コルト IAR6940E-SG 分隊支援火器[3]

#### 短機関銃
- FN P90[4]
- H&K MP7

#### 拳銃
- H&K P30[5]
- SIG SAUER P226
- FN Five-seveN

#### 擲弾銃
- M203[2]

#### 対戦車火器
- ミラン 対戦車ミサイル[6]
- スパイクSR/MR 対戦車ミサイル[6]
- MATADOR 携行対戦車火器[7]
- カール・グスタフ 無反動砲[6]
- M40A1 無反動砲[6]

#### 戦車
- レオパルト2SG 主力戦車×96両以上[6]
- AMX-13 SM1 軽戦車×現役50両（推定）、保管中300両（推定）[6]

#### 装軌装甲車
- AMX-10 PAC90 火力支援車×22両（保管中）[6]
- バイオニクス 歩兵戦闘車 IFV-25型×250両、IFV-40/50型×250両[6]
- ハンター AFV（英語版） 歩兵戦闘車×50両（推定）[6]
- M113A2 Ultra 歩兵戦闘車×50両以上[6]
- AMX-10P 歩兵戦闘車×22両（保管中）[6]
- M113A1/A2 装甲兵員輸送車×700両以上[6]
- ブロンコ ATTC（英語版） 装甲兵員輸送車×400両以上[6]

#### 装輪装甲車
- テレックス ICV（英語版） 装甲兵員輸送車×135両[6]
- LAV-150/V-200 コマンドウ 装甲兵員輸送車×250両（保管中）[6]
- V-100 コマンドウ 装甲兵員輸送車×30両（保管中）[6]
- ベルレックス 軽装甲車×74両[6]
- マックスプロ ダッシュ 軽装甲車×15両[6]
- ピースキーパー 軽装甲車×51両[6]

#### 工兵・支援車両
- CET 戦闘工兵車×18両[6]
- FV180（英語版） 戦闘工兵車×54両[6]
- コディアック 戦闘工兵車×14両[6]
- M728 戦闘工兵車×8両[6]
- バイオニクス 装甲回収車×不詳[6]
- ビュッフェル 装甲回収車×不詳[6]
- LAV-150 装甲回収車×不詳[6]
- LAV-300 装甲回収車×不詳[6]
- バイオニクス 架橋車×不詳[6]
- LAB 30 架橋車×不詳[6]
- レグアン 架橋戦車×不詳[6]
- M2 架橋車×不詳[6]
- M3 架橋車×60両[6]
- M60 架橋戦車×12両[6]
- ハイドレマ（英語版）910-MCV-2 地雷除去車×不詳[6]
- トレイルブレイザー 地雷除去車×不詳[6]

#### 榴弾砲
- LG-1 105mm榴弾砲×37門（保管中）[6]
- SLWH ペガサス 155mm榴弾砲×18門（推定）[6]
- FH-2000 155mm榴弾砲×18門[6]
- FH-88 155mm榴弾砲×52門[6]

#### 迫撃砲
- 81mm迫撃砲×500門[6]
- M-65 120mm迫撃砲×36門[6]
- M-58 Tampella 160mm迫撃砲×12門[6]

#### 自走砲
- HIMARS 自走ロケット発射機×18両[6]
- SSPH-1 Primus 155mm自走榴弾砲×54両[6]
- ブロンコ ATTC 120mm自走迫撃砲×40両[6]
- M113 120mm自走迫撃砲×50両[6]

#### その他
- クレイモア地雷[7]
- SAFARI 対砲兵レーダー[8]
- AN/TPQ-53（英語版）対砲兵レーダー[9]
- バンテージ・ロボティクス ヴェスパー 無人航空機[10]

## 海軍
シンガポール海軍は、2024年時点で80隻の水上艦艇及び4隻の潜水艦、9,000名の人員を有している。スキャンイーグルUAV以外の航空戦力は、艦載ヘリ・哨戒機含め空軍が保有している。2ヶ所の海軍基地がある。

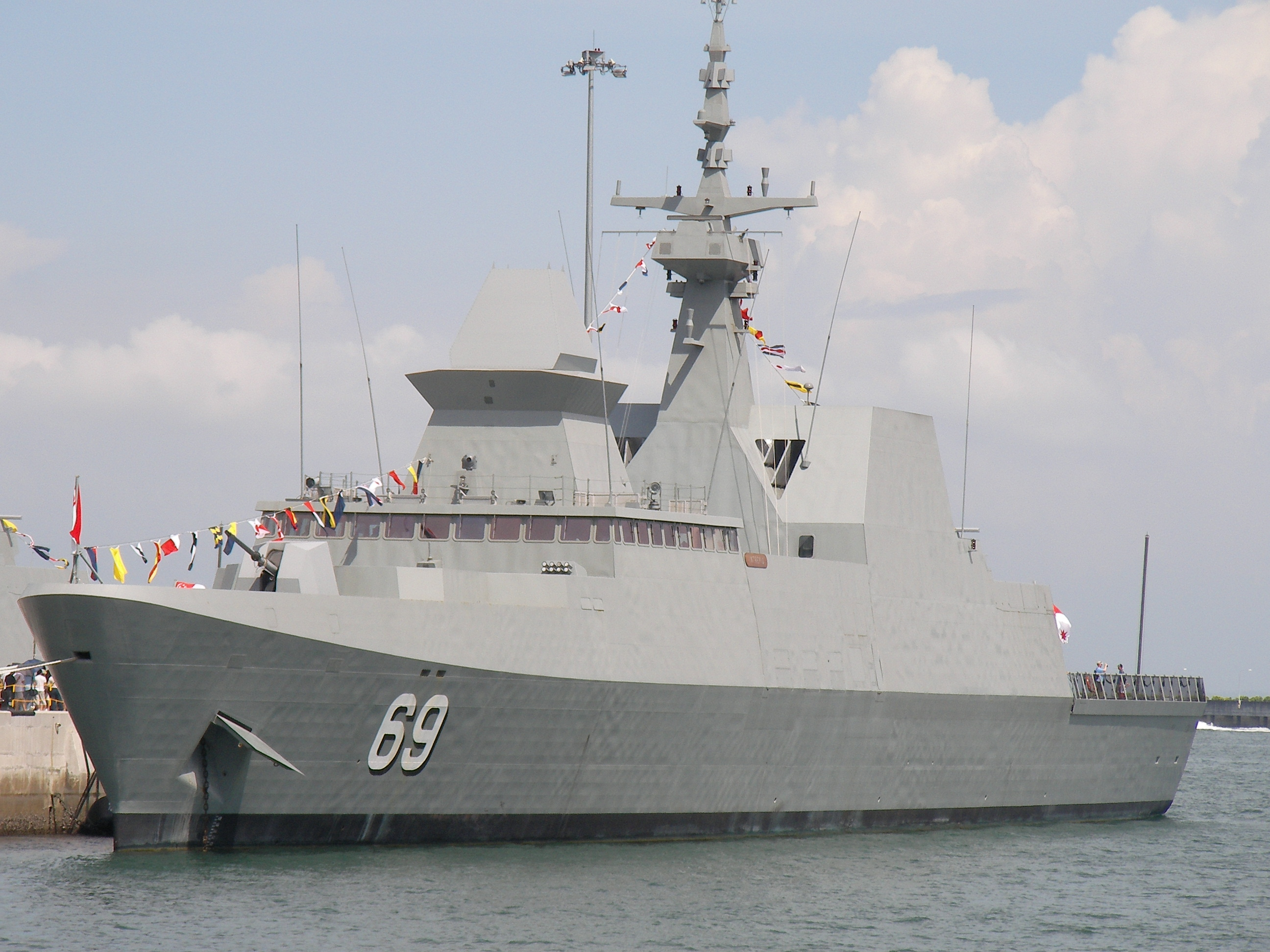
フォーミダブル級フリゲート

### 装備の一覧

#### 潜水艦
- チャレンジャー級潜水艦（旧シェーオルメン級潜水艦） - 2隻[11]
- アーチャー級潜水艦（旧ヴェステルイェトランド級潜水艦） - 2隻[11]
- インヴィンシブル級潜水艦（独218SG型） - 2隻（2隻建造中）[11][13][14]

#### フリゲート
- フォーミダブル級フリゲート（ラファイエット級フリゲートの派生型） - 6隻[11]

#### コルベット
- ヴィクトリー級コルベット - 6隻[6]
- インディペンデンス級沿岸域任務艦（英語版） - 8隻[6]

#### 哨戒艇
- センチネル級哨戒艇（フィアレス級哨戒艇を改修・再就役したもの） - 4隻[15]
- SMC TYPE1型哨戒艇（シンガポール国産の40t級ステルス迎撃艇[12]） - 2隻[6]
- SMC TYPE2型哨戒艇（同上[12]） - 6隻[6]

#### 揚陸艦艇
- エンデュアランス級揚陸艦 - 4隻[6]
- 揚陸艇 - 33隻[11]

#### 掃海艇
- ベドック級掃海艇 - 4隻[6]

#### 潜水艦救難艦
- スウィフトレスキュー（英語版） - 1隻[6]

#### その他
- 練習艇 - 1隻[11]
- プロテクター USV 無人艇[12]
- ヴィーナス USV 無人艇（シンガポール国産の無人艇）[12]
- スキャンイーグル 無人機[12]

過去に就役した艦艇についてはシンガポール海軍艦艇一覧を参照のこと。

## 空軍
人員は6000名で、うち3000名が徴兵。早期警戒機を有する等、機材の充実が図られており、最新のF-35戦闘機の導入も決定している。アメリカやオーストラリアでも訓練を行っている。

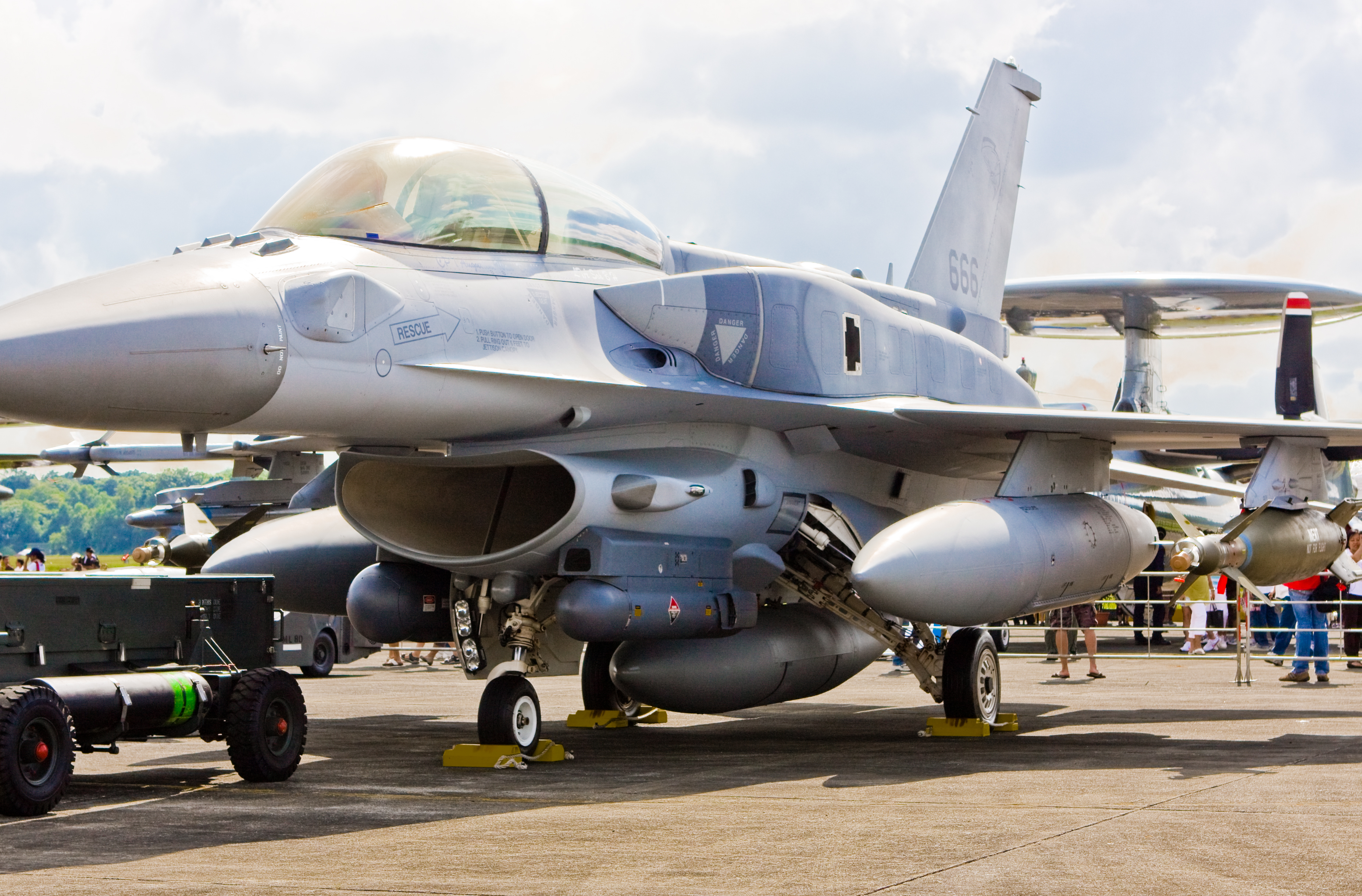
F-16D

### 装備の一覧

#### 戦闘爆撃機
- F-15SG - 40機[6]
- F-16C Block 52 - 20機[6]
- F-16D Block 52 - 20機[6]
- F-16D Block 52+ - 20機[6]

#### 早期警戒機
- ガルフストリーム G550 CAEW - 4機[6]

#### 海洋監視機
- フォッカー 50 マリタイム・エンフォーサー（ハープーン空対艦ミサイルおよび魚雷を装備） - 5機[6]

#### 空中給油・輸送機
- A330 MRTT - 6機[6]
- KC-130B ハーキュリーズ - 4機[6]
- KC-130H ハーキュリーズ - 1機[6]
- C-130H ハーキュリーズ - 5機（ELINT型2機を含む）[6]
- フォッカー 50 - 4機[6]

#### 練習機
- M-346 - 12機[6]
- PC-21 - 19機[6]

#### ヘリコプター
- シコルスキー S-70 - 41機
- AH-64D アパッチ・ロングボウ - 19機[6]
- S-70B シーホーク - 8機[6]
- CH-47D チヌーク - 6機[6]
- CH-47SD チヌーク - 10機[6]
- CH-47F チヌーク - 2機以上[6]
- H225M - 3機以上[6]
- AS332M スーパーピューマ -18機（SAR型5機を含む）[6]
- AS532UL クーガー - 12機[6]
- H120 コリブリ - 5機（リース機）[6]

#### 無人機
- ヘロン - 8機以上[6]
- ヘルメス450 - 9機以上[6]
- オービター4 - 複数機[6]

#### 対空火器
- SAMP/T - 4基以上[6]
- Spyder-SR[6]
- 9K38 イグラ（自走型を含む）[6]
- ミストラル[6]
- RBS-70[6]
- GAI-C01 20mm機関砲（自走型を含む）[6]
- GDF 35ｍｍ機関砲[6]

#### 搭載兵装
- AIM-9P/S サイドワインダー[6]
- パイソン4[6]
- AIM-9X サイドワインダーII[6]
- AIM-7P スパロー[6]
- AIM-120C5/7 AMRAAM[6]
- AGM-65B/G マーベリック[6]
- AGM-111K/L ヘルファイア[6]
- AGM-154A/C JSOW[6]
- AGM-84 ハープーン[6]
- AM39 エグゾセ[6]
- GBU-10/12 ペイブウェイII[6]
- GBU-49 エンハンスド・ペイブウェイII[6]
- GBU-54 LJDAM[6]
- GBU-31 JDAM[6]

## 特殊部隊
シンガポール陸軍は、少なくとも1個のコマンド大隊と規模不明の特殊部隊を保有している。その訓練状況の詳細は不明であるが、多くの元特殊部隊隊員が所持している空挺降下の記念バッジから、アメリカ海軍のNavy SEALsから訓練を受けていることが判明している。また、海軍にも特殊部隊がある。
シンガポールの特殊部隊は良く訓練されており、高い能力を示している。2000年にはSEALsの養成訓練において、シンガポールの訓練生が首席となった。
また、2009年より陸軍、海軍の特殊部隊員より選抜された特殊作戦タスクフォース(Special Operation Task Force：SOTF)が編成され、テロ対策任務を担うようになった。

## 階級
| 分類                       | 階級                                                       | 特技レベル              |
| -------------------------- | ---------------------------------------------------------- | ----------------------- |
| Enlistee（下士官）         | Recruit（二等兵）                                          |                         |
| Enlistee（下士官）         | Private（一等兵）                                          |                         |
| Enlistee（下士官）         | Private (First Class)（上等兵）                            |                         |
| Enlistee（下士官）         | Lance Corporal（兵長）                                     |                         |
| Enlistee（下士官）         | Corporal（伍長）                                           |                         |
| Enlistee（下士官）         | Corporal (First Class)（上級伍長）                         |                         |
| Specialists（下士官）      | Third Sergeant（三等軍曹）                                 | ME1 (Military Expert 1) |
| Specialists（下士官）      | Second Sergeant（二等軍曹）                                | ME1 (Military Expert 1) |
| Specialists（下士官）      | First Sergeant（一等軍曹）                                 | ME1 (Military Expert 1) |
| Specialists（下士官）      | Staff Sergeant（上等軍曹）                                 | ME2 (Military Expert 2) |
| Specialists（下士官）      | Master Sergeant（曹長）                                    | ME2 (Military Expert 2) |
| Warrant officers（准士官） | Third Warrant Officer（三等准尉）                          | ME3 (Military Expert 3) |
| Warrant officers（准士官） | Second Warrant Officer（二等准尉）                         | ME3 (Military Expert 3) |
| Warrant officers（准士官） | First Warrant Officer（一等准尉）                          | ME3 (Military Expert 3) |
| Warrant officers（准士官） | Master Warrant Officer（准尉長）                           | ME4 (Military Expert 4) |
| Warrant officers（准士官） | Senior Warrant Officer（上級准尉長）                       | ME4 (Military Expert 4) |
| Warrant officers（准士官） | Chief Warrant Officer（最上級准尉長）                      | ME4 (Military Expert 4) |
| Junior officers（尉官）    | Second Lieutenant（少尉）                                  | ME4 (Military Expert 4) |
| Junior officers（尉官）    | Lieutenant（中尉）                                         | ME4 (Military Expert 4) |
| Junior officers（尉官）    | Captain（大尉）                                            | ME4 (Military Expert 4) |
| Field officers（佐官）     | Major（少佐）                                              | ME5 (Military Expert 5) |
| Field officers（佐官）     | Lieutenant-Colonel（中佐）                                 | ME6 (Military Expert 6) |
| Field officers（佐官）     | Senior Lieutenant-Colonel（上級中佐）                      | ME6 (Military Expert 6) |
| Field officers（佐官）     | Colonel（大佐）                                            | ME7 (Military Expert 7) |
| General officers（将官）   | Brigadier-General（准将）/Rear Admiral One-Star(海軍准将） | ME8 (Military Expert 8) |
| General officers（将官）   | Major-General（少将）/Rear Admiral Two-Star（海軍少将）    |                         |
| General officers（将官）   | Lieutenant-General（中将）/Vice Admiral（海軍中将）        |                         |
| General officers（将官）   | General（大将）/Admiral（海軍大将）                        |                         |